# Ville héros
Ville héros (en russe : город-герой, gorod-guéroï ; en ukrainien : місто-герой, misto-héroï ; en biélorusse : горад-герой, horad-héroï) est un titre honorifique accordé aux villes d'Union soviétique dont les habitants ont héroïquement défendu leur patrie au cours de la Grande Guerre patriotique (Seconde Guerre mondiale) de 1941 à 1945. Il a été décerné à douze villes d'URSS (Léningrad, Odessa, Sébastopol, Stalingrad, Kiev, Moscou, Kertch, Novorossiisk, Minsk, Toula, Mourmansk, Smolensk) ainsi qu'à la forteresse de Brest-Litovsk qui a reçu le titre équivalent de « forteresse héros ». Cette distinction pour une ville correspond au titre de héros de l'Union soviétique pour les individus.
Sont remis à la ville héros : l'Ordre de Lénine, la Médaille de l'étoile d'or et le certificat de l'accomplissement héroïque (gramota) par le Præsidium du Soviet suprême d'URSS. Un obélisque est également érigé dans la ville.

## Galerie
- Timbres soviétiques de 1965 commémorant les Villes héros.

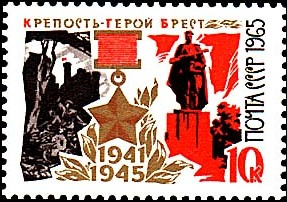
Forteresse de Brest-Litovsk
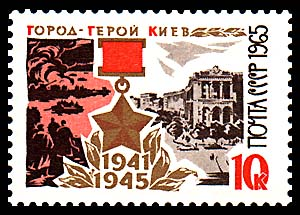
Kiev
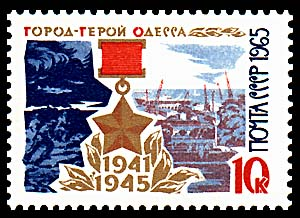
Odessa
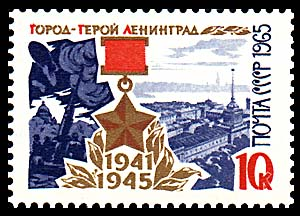
Léningrad
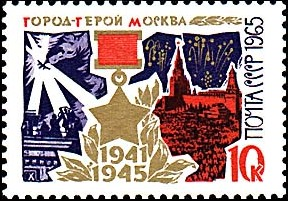
Moscou
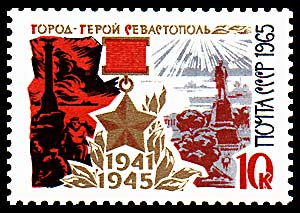
Sébastopol
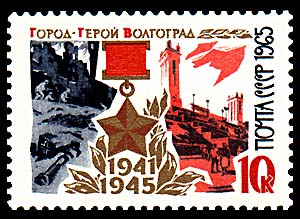
Stalingrad